# Gare de Aïn Defla
La gare d'Aïn Defla est une gare ferroviaire algérienne, située sur le territoire de la commune d'Aïn Defla, dans la wilaya d'Aïn Defla.

## Situation ferroviaire
La gare se situe sur la ligne d'Alger à Oran, où elle est précédée de la gare d'Arib et suivie de celle d'El Amra.

## Histoire
Lors de la colonisation, la gare portait le nom de gare de Duperré.

## Service des voyageurs

### Desserte
La gare de Aïn Defla est desservie par :
- les trains grandes lignes de la liaison Alger - Oran[1] ;
- les trains régionaux des liaisons :
  - Alger - Chlef[2] ;
  - Chlef - Khemis Miliana[3].